# Tune Up!
Tune Up! es un grupo alemán de Eurodance formado por DJ Manian (Manuel Reuter) y Yanou (Yann Pfeiffer). Es el mismo grupo de la banda Cascada, a excepción de Natalie. Triffid (Markus Beilke) fue de los primeros miembros del grupo, pero lo dejó poco después de su concepción. Son conocidos por sus canciones "Ravers Fantasy", "Bounce", y "Another Day". También han realizado remixes y colaborado en canciones de otros artistas. Según su página personal de MySpace, se han separado y ya no son una banda. Sin embargo, DJ Manian y Yanou siguen trabajando juntos en Cascada y un sinnúmero de otros proyectos. El 22 de octubre de 2010 fue lanzado "Ravers Fantasy (El álbum)" en iTunes: todo su trabajo hasta separarse, totalizando 43 canciones.

## Discografía

### Álbumes
- 2010: Raver Fantasy

### EP
- 2007: Tune Up! & Friends EP

### Remix
- 2006: Splond Tunes Dance Remix

### Sencillos
| Sencillo                            | Lanzamiento           | Artista             |
| ----------------------------------- | --------------------- | ------------------- |
| Basstest                            | August 2003           |                     |
| Raver's Fantasy/Start the Game      | 1 de octubre de 2004  |                     |
| Forever Young/Another Day           | April 2005            |                     |
| Feel Fine/Have You Ever Been Mellow | 13 de febrero de 2006 |                     |
| Rhythm & Drums/Bounce               | 24 de abril de 2006   |                     |
| Dance Dance                         | 6 de mayo de 2007     | Feat. Andy Lopez    |
| Colours of the Rainbow              | 4 de agosto de 2008   | Feat. ItaloBrothers |